# Night of the Demons 3
Night of the Demons 3 (conocida en México como La noche de los demonios III) es una película estrenada en 1997. Fue lanzada directamente a vídeo en 1997 por Paramount Pictures y Republic Pictures en diferentes versiones. Es protagonizada por Amelia Kinkade, Vlasta Vrana, Gregory Calpakis, Tara Slone, Christian Tessier, Joel Gordon, Larry Day, Kristen Holden-Ried, Stephanie Bauder, Patricia Rodriegez.

## Argumento
Durante la noche de Halloween un grupo de adolescentes disparan por accidente a un policía, deciden huir y llegan a refugiarse en una casa llamada Hull House, donde habita Angela una chica demonio culpable de varios asesinatos ocurridos en dicha casa años atrás. Los jóvenes serán asesinados y poseídos mientras que los sobrevivientes tratarán de escapar.

## Trama
Han pasado varios años después de la masacre en la Academia St. Rita y en la noche de Halloween, el oficial Larry (Larry Day) está de guardia nocturna en Hull House, donde es confrontado y asesinado por Angela (Amelia Kinkade) con su propia placa de policía.
El adolescente sociópata Vince (Kristen Holden-Ried), su promiscua novia Lois (Tara Slone) y sus amigos Nick (Gregory Calpakis) y Reggie (Joel Gordon) están paseando por la ciudad en la camioneta del compañero de Vince, Orson (Christian Tessier). Se detienen para recoger a la animadora principal Holly (Stephanie Bauder) y su tímida amiga Abbie (Patricia Rodríguez), que se derrumbaron camino al baile de la escuela, al costado de la carretera. Holly recuerda a Nick de la clase de álgebra el primer día de clases, y Nick especula que le gusta a Holly.
Mientras está detenido en una tienda de conveniencia, Reggie intenta comprar cerveza con la identificación falsa de su hermano, pero el empleado hostil saca una escopeta. Los ánimos se intensifican y Vince roba el arma justo cuando dos policías entran a la tienda. Uno de los oficiales recibe un disparo accidental cuando el empleado agarra a Vince y el otro dispara a Reggie en el estómago dos veces. Estalla una pelea entre el oficial y Vince, destruyendo la tienda. Los adolescentes y un Reggie herido se amontonan en la camioneta, Vince trae la escopeta y Orson roba el arma del oficial de policía y se van. Afortunadamente, el oficial al que dispararon lleva un chaleco antibalas y no está herido. El teniente Dewhurst (Vlasta Vrána), quien debe retirarse a la medianoche de esa noche, observa la reproducción de la cámara de seguridad de lo sucedido y deduce que la historia de un robo del empleado es una tapadera para robar el dinero de la caja registradora, y que los chicos son adolescentes asustados, en lugar de asesinos de policías viciosos.
En la camioneta, Vince nota que el tanque de gasolina está casi vacío y deciden esconderse en Hull House. Abbie le dice a Vince que el lugar está poseído y que no debe cruzar la corriente subterránea, ya que los demonios no pueden cruzar el agua corriente, pero Vince los obliga a todos a entrar a punta de pistola. Vince, tratando de demostrar que los demonios no existen, se burla de ellos y hace un agujero en la pared, haciendo que el espíritu maligno que posee la casa se apresure hacia arriba desde el crematorio del sótano bajo la apariencia de Angela. Orson decide defenderse y revelar que tiene la pistola del oficial de policía, y le dice a Vince que vigilará a los demás y a Angela mientras Nick, Lois y Vince se aseguran de que no haya nadie más en la casa.
Angela pone música y hace un baile erótico para distraer a Orson, y Abbie y Holly ven esto como una oportunidad para escapar con Reggie. Holly intenta cablear la camioneta, pero recuerda que Nick todavía está adentro. Angela comienza a seducir a Orson, simulando una felación succionando las balas del arma a través del cañón. Luego besa a Orson y su larga lengua demoníaca le atraviesa la parte posterior de la cabeza, matándolo. Mientras tanto, arriba, Nick se acerca sigilosamente a Vince y Lois que se están besando, pero no puede tomar la escopeta, y Vince le dispara a Nick pero falla. Afuera, Holly escucha el disparo y luego escucha una voz por la radio de la policía de Larry y encuentra su auto. Abbie deja a Reggie en la camioneta para buscar a Holly, pero Angela lleva a Abbie a una pequeña capilla y juega con sus inseguridades y dice que puede convertirla en una mujer irresistible, y la demoníaca Angela la besa y también la posee.
Reggie, gravemente herido, escucha su nombre y abandona la camioneta, solo para ser atropellado por el ahora poseído Orson. Abbie, que se ha convertido en una versión demoníaca de su disfraz de gato, seduce a Vince hasta que oye el accidente de la furgoneta. Lois, que está enojada con Abbie porque piensa que ahora es la mujer perfecta para enamorarse de Vince, es arañada por Abbie después de abofetearla, luego es perseguida por Angela, quien hace que su mano se transforme en una cabeza de serpiente que la muerde. Holly rompe la ventana del auto de policía para llamar a la policía, pero es atacada por el oficial Larry. Persigue a Holly por el patio cuando ella pasa por encima del arroyo subterráneo; Larry intenta pasar por encima de él y se desintegra. Nick encuentra a Holly volviendo a la casa para sacar a todos. Después de encontrarse con Orson, se esconden en el ático y comparten un beso. Orson aparece y Holly le arroja una lata de lejía en la cara. Corren hacia el pasillo cuando Dewhurst aparece y les explica que quiere ayudar, luego los esposan y los llevan afuera. Vince sale corriendo usando a Angela como rehén. Dewhurst le dice a Vince que el oficial al que disparó no murió, pero Angela convence a Vince de que Dewhurst está mintiendo. Vince abre fuego, pero recibe un disparo en el ojo y muere, y Angela vuelve a su forma de demonio. Los otros demonios aparecen, y Angela se ofrece a dejar que Dewhurst y Nick sean libres si Holly renuncia voluntariamente a su alma pura y poderosa. Holly está de acuerdo y Angela convierte a Vince en un demonio. Los otros demonios entran al infierno.
Dewhurst crea una distracción y apuñala a Angela con la navaja de Nick. Nick se sube al coche de la policía y golpea a Angela contra un árbol. Cuando amanece, Angela desaparece dentro de la casa. Mientras los tres se dirigen a la puerta, Dewhurst les dice a Nick y Holly que no estaban en la cámara de seguridad de la tienda y que nadie sabrá nunca que estuvieron allí. Angela reaparece justo cuando están a punto de escapar y saca el corazón de Dewhurst de su pecho. Ella persigue a Holly y Nick y justo antes de que crucen el arroyo subterráneo, Angela agarra a Holly del brazo. Nick termina tirando de Holly y Angela sobre el arroyo y Angela se disuelve. Holly deja una cruz hecha de palos en la puerta y promete que volverá cada Halloween para asegurarse de que nadie vuelva a entrar. Holly y Nick luego caminan a casa y la última captura de pantalla de la casa muestra las luces encendidas y Angela riendo y diciendo "Feliz Halloween".

## Elenco
- Larry Day como Larry.
- Amelia Kinkade como Angela Franklin.
- Kristen Holden-Ried como Vince.
- Gregory Calpakis como Nick.
- Tara Slone como Lois.
- Christian Tessier como Orson.
- Joel Gordon como Reggie.
- Patricia Rodríguez como Abbie.
- Stephanie Bauder como Holly.
- Ian McDonald como Mr. Morris
- Richard Jutras como Oficial Tony.
- Minor Mustain como Policía veterano.
- Vlasta Vrana como Dewhurst.
- Richard Zeman como Policía.

## Reacciones
Kevin Tenney, quién dirigió la película, escribió esta secuela y luego dijo que era una buena película vista del guion, pero mala como película

## Lanzamiento
Fue lanzada a DVD en 2004 por Seville, una compañía canadiense.